# Liste des monuments historiques de la Charente-Maritime (O-Z)
Cet article recense une partie des monuments historiques de la Charente-Maritime, en France.

## Liste
Pour des raisons de taille, la liste est découpée en deux. Cette partie regroupe les communes débutant de O à Z. Pour les autres, voir la liste des monuments historiques de la Charente-Maritime (A-N).
- Haut – A
- B
- C
- D
- E
- F
- G
- H
- I
- J
- K
- L
- M
- N
- O
- P
- Q
- R
- S
- T
- U
- V
- W
- X
- Y
- Z

| Monument                                                | Commune                                                    | Adresse                                                   | Coordonnées                                         | Notice                                              | Protection                                          | Date                                                | Illustration                                                                              |
| ------------------------------------------------------- | ---------------------------------------------------------- | --------------------------------------------------------- | --------------------------------------------------- | --------------------------------------------------- | --------------------------------------------------- | --------------------------------------------------- | ----------------------------------------------------------------------------------------- |
| Église Saint-Michel d'Ozillac                           | Ozillac                                                    |                                                           | 45° 23′ 34″ nord, 0° 23′ 36″ ouest                  | « PA17000028 »                                      | Inscrit                                             | 2000                                                | Église Saint-Michel d'Ozillac                                                             |
| Église Saint-Pierre de Pérignac                         | Pérignac                                                   |                                                           | 45° 37′ 30″ nord, 0° 27′ 49″ ouest                  | « PA00104836 »                                      | Classé                                              | 1907                                                | Église Saint-Pierre de Pérignac                                                           |
| Église Saint-Cybard de Périgny                          | Périgny                                                    | 6 Allée du cimetière                                      | 46° 09′ 07″ nord, 1° 06′ 30″ ouest                  | « PA00104837 »                                      | Inscrit                                             | 1925                                                | Église Saint-Cybard de Périgny                                                            |
| Logis du Fief Gallet                                    | Pessines                                                   |                                                           | 45° 42′ 09″ nord, 0° 42′ 28″ ouest                  | « PA00132780 »                                      | Inscrit                                             | 1994                                                | Image manquante Téléverser                                                                |
| Halles de Pisany                                        | Pisany                                                     |                                                           | 45° 42′ 07″ nord, 0° 46′ 55″ ouest                  | « PA00104838 »                                      | Inscrit                                             | 1971                                                | Halles de Pisany                                                                          |
| Château de Plassac                                      | Plassac                                                    |                                                           | 45° 28′ 15″ nord, 0° 33′ 49″ ouest                  | « PA00104839 »                                      | Inscrit Classé Inscrit                              | 2003 2008                                           | Château de Plassac                                                                        |
| Église Saint-Laurent de Plassac                         | Plassac                                                    |                                                           | 45° 28′ 00″ nord, 0° 34′ 04″ ouest                  | « PA00104840 »                                      | Classé Inscrit                                      | 1910 1964                                           | Église Saint-Laurent de Plassac                                                           |
| Église Saint-Martin de Polignac                         | Polignac                                                   |                                                           | 45° 17′ 04″ nord, 0° 18′ 28″ ouest                  | « PA00104841 »                                      | Inscrit                                             | 1931                                                | Église Saint-Martin de Polignac                                                           |
| Église Saint-Étienne de Moulons                         | Pommiers-Moulons                                           |                                                           | 45° 19′ 23″ nord, 0° 21′ 06″ ouest                  | « PA17000029 »                                      | Inscrit                                             | 2000                                                | Église Saint-Étienne de Moulons                                                           |
| Chapelle Saint-Gilles de Pons                           | Pons                                                       |                                                           | 45° 34′ 43″ nord, 0° 32′ 45″ ouest                  | « PA00104842 »                                      | Classé                                              | 1879                                                | Chapelle Saint-Gilles de Pons                                                             |
| Château du Fâ                                           | Pons                                                       | Au Nord du bourg                                          | à géolocaliser                                      | « PA00104844 »                                      | Inscrit                                             | 1949                                                | Image manquante Téléverser                                                                |
| Château d'Usson                                         | Pons                                                       | Les Egreteaux                                             | 45° 34′ 07″ nord, 0° 32′ 13″ ouest                  | « PA00104843 »                                      | Inscrit                                             | 1925                                                | Château d'Usson                                                                           |
| Donjon de Pons                                          | Pons                                                       |                                                           | 45° 34′ 41″ nord, 0° 32′ 51″ ouest                  | « PA00105316 »                                      | Classé Inscrit Classé                               | 1879 1991 1992                                      | Donjon de Pons                                                                            |
| Église Saint-Martin de Pons                             | Pons                                                       |                                                           | 45° 34′ 52″ nord, 0° 32′ 49″ ouest                  | « PA17000019 »                                      | Inscrit                                             | 1998                                                | Église Saint-Martin de Pons                                                               |
| Église Saint-Vivien de Pons                             | Pons                                                       |                                                           | 45° 34′ 24″ nord, 0° 32′ 56″ ouest                  | « PA00104845 »                                      | Classé                                              | 1912                                                | Église Saint-Vivien de Pons                                                               |
| Éolienne du Clône                                       | Pons                                                       | Le Clône                                                  | 45° 34′ 24″ nord, 0° 34′ 57″ ouest                  | « PA17000071 »                                      | Classé                                              | 2006                                                | Éolienne du Clône                                                                         |
| Hôpital des pèlerins de Pons                            | Pons                                                       |                                                           | 45° 34′ 52″ nord, 0° 32′ 49″ ouest                  | « PA00104846 »                                      | Classé Inscrit Classé                               | 1879 1997 1998                                      | Hôpital des pèlerins de Pons                                                              |
| Hôtel Kerlivio-Broussard                                | Pons                                                       | 46 rue Émile-Combes                                       | 45° 34′ 42″ nord, 0° 32′ 55″ ouest                  | « PA00104847 »                                      | Inscrit                                             | 1944                                                | Hôtel Kerlivio-Broussard                                                                  |
| Maison                                                  | Pons                                                       | Près du jardin public                                     | à géolocaliser                                      | « PA00104848 »                                      | Inscrit                                             | 1925                                                | Maison                                                                                    |
| Église Saint-Pierre de Pont-l'Abbé-d'Arnoult            | Pont-l'Abbé-d'Arnoult                                      |                                                           | 45° 49′ 42″ nord, 0° 52′ 32″ ouest                  | « PA00104849 »                                      | Classé                                              | 1887                                                | Église Saint-Pierre de Pont-l'Abbé-d'Arnoult                                              |
| Fortifications de Pont-l'Abbé-d'Arnoult Poterne         | Pont-l'Abbé-d'Arnoult                                      | Avenue du Maréchal Leclerc                                | 45° 49′ 43″ nord, 0° 52′ 33″ ouest                  | « PA00104850 »                                      | Inscrit                                             | 1926                                                | Fortifications de Pont-l'Abbé-d'ArnoultPoterne                                            |
| Prieuré de Pont-l'Abbé-d'Arnoult                        | Pont-l'Abbé-d'Arnoult                                      | 16 place du Général de Gaulle                             | 45° 49′ 41″ nord, 0° 52′ 31″ ouest                  | « PA00104851 »                                      | Inscrit                                             | 1987                                                | Prieuré de Pont-l'Abbé-d'Arnoult                                                          |
| Villa les Tourelles                                     | Port-des-Barques                                           | 5 avenue de l'Île-Madame                                  | 45° 56′ 57″ nord, 1° 04′ 56″ ouest                  | « PA00105318 »                                      | Inscrit                                             | 1992                                                | Villa les Tourelles                                                                       |
| Château de Panloy                                       | Port-d'Envaux                                              |                                                           | 45° 50′ 33″ nord, 0° 41′ 12″ ouest                  | « PA00104852 »                                      | Inscrit                                             | 1983                                                | Château de Panloy                                                                         |
| Église Notre-Dame-de-l'Assomption de Poursay-Garnaud    | Poursay-Garnaud                                            | Rue de l'Église                                           | 45° 57′ 21″ nord, 0° 27′ 27″ ouest                  | « PA00104853 »                                      | Inscrit                                             | 1949                                                | Église Notre-Dame-de-l'Assomption de Poursay-Garnaud                                      |
| Église Saint-Eulalie de Préguillac                      | Préguillac                                                 | Rue Sainte-Eulalie                                        | 45° 40′ 14″ nord, 0° 37′ 02″ ouest                  | « PA00104854 »                                      | Inscrit                                             | 1978                                                | Église Saint-Eulalie de Préguillac                                                        |
| Église Saint-Pierre de Puyrolland                       | Puyrolland                                                 |                                                           | 46° 01′ 39″ nord, 0° 39′ 39″ ouest                  | « PA00105314 »                                      | Inscrit                                             | 1991                                                | Église Saint-Pierre de Puyrolland                                                         |
| Église Saint-Vincent de Réaux                           | Réaux                                                      | Rue de l'Église                                           | 45° 28′ 38″ nord, 0° 22′ 25″ ouest                  | « PA00104855 »                                      | Inscrit                                             | 1935                                                | Église Saint-Vincent de Réaux                                                             |
| Château de Chatenet                                     | Rétaud                                                     |                                                           | 45° 39′ 53″ nord, 0° 45′ 08″ ouest                  | « PA00104856 »                                      | Classé Inscrit                                      | 1942                                                | Image manquante Téléverser                                                                |
| École de Rétaud                                         | Rétaud                                                     | 1 rue Saint-Trojan                                        | 45° 40′ 47″ nord, 0° 43′ 38″ ouest                  | « PA00104857 »                                      | Inscrit                                             | 1931                                                | École de Rétaud                                                                           |
| Église Saint-Trojan de Rétaud                           | Rétaud                                                     | Place de l'Église                                         | 45° 40′ 40″ nord, 0° 43′ 41″ ouest                  | « PA00104858 »                                      | Classé                                              | 1862                                                | Église Saint-Trojan de Rétaud                                                             |
| Logis de Vallade                                        | Rétaud                                                     |                                                           | 45° 41′ 46″ nord, 0° 42′ 41″ ouest                  | « PA00105319 »                                      | Inscrit                                             | 1992                                                | Logis de Vallade                                                                          |
| Château de Rioux                                        | Rioux                                                      | 1,5 km au Nord du bourg                                   | 45° 38′ 58″ nord, 0° 42′ 29″ ouest                  | « PA00104859 »                                      | Inscrit                                             | 1965                                                | Château de Rioux                                                                          |
| Église Notre-Dame de Rioux                              | Rioux                                                      | Rue de Saintes                                            | 45° 38′ 09″ nord, 0° 42′ 39″ ouest                  | « PA00104860 »                                      | Classé                                              | 1903                                                | Église Notre-Dame de Rioux                                                                |
| Phare de Chauveau                                       | Rivedoux-Plage                                             |                                                           | 46° 08′ 02″ nord, 1° 16′ 25″ ouest                  | « PA17000088 »                                      | Inscrit                                             | 2011                                                | Phare de Chauveau                                                                         |
| Arsenal de Rochefort Porte                              | Rochefort                                                  | Place de la Galissonnière                                 | 45° 56′ 06″ nord, 0° 57′ 28″ ouest                  | « PA00104861 »                                      | Inscrit                                             | 1928                                                | Arsenal de RochefortPorte                                                                 |
| Caserne Latouche-Tréville                               | Rochefort                                                  | 31 rue du Docteur Jacques Pujos                           | 45° 56′ 27″ nord, 0° 57′ 33″ ouest                  | « PA00104862 »                                      | Inscrit                                             | 1967                                                | Caserne Latouche-Tréville                                                                 |
| Corderie de l'Arsenal                                   | Rochefort                                                  | Rue Jean-Baptiste Audebert                                | 45° 56′ 20″ nord, 0° 57′ 21″ ouest                  | « PA00104863 »                                      | Classé                                              | 1967                                                | Corderie de l'Arsenal                                                                     |
| Église Saint-Louis de Rochefort                         | Rochefort                                                  |                                                           | 45° 56′ 15″ nord, 0° 57′ 44″ ouest                  | « PA00104864 »                                      | Inscrit                                             | 1987                                                | Église Saint-Louis de Rochefort                                                           |
| Église Notre-Dame de Rochefort                          | Rochefort                                                  |                                                           | 45° 56′ 26″ nord, 0° 58′ 10″ ouest                  | « PA17000103 »                                      | Inscrit                                             | 2015                                                | Église Notre-Dame de Rochefort                                                            |
| Fontaine de la place Colbert                            | Rochefort                                                  | Place Colbert                                             | 45° 56′ 12″ nord, 0° 57′ 40″ ouest                  | « PA00104865 »                                      | Inscrit                                             | 1925                                                | Fontaine de la place Colbert                                                              |
| Formes de radoub de l'arsenal de Rochefort              | Rochefort                                                  | Rue Jean-Baptiste Audebert                                | 45° 56′ 09″ nord, 0° 57′ 27″ ouest                  | « PA00104873 »                                      | Inscrit Classé                                      | 1988 1989                                           | Formes de radoub de l'arsenal de Rochefort                                                |
| Gare de Rochefort                                       | Rochefort                                                  |                                                           | 45° 56′ 51″ nord, 0° 57′ 49″ ouest                  | « PA00104866 »                                      | Inscrit                                             | 1984                                                | Gare de Rochefort                                                                         |
| Hôpital maritime de Rochefort                           | Rochefort                                                  | Cours d'Ablois                                            | 45° 56′ 35″ nord, 0° 57′ 49″ ouest                  | « PA00104867 »                                      | Inscrit                                             | 1965                                                | Hôpital maritime de Rochefort                                                             |
| Hôtel de Cheusses                                       | Rochefort                                                  | Place de la Galissonnière                                 | 45° 56′ 05″ nord, 0° 57′ 28″ ouest                  | « PA00104868 »                                      | Classé                                              | 1932                                                | Hôtel de Cheusses                                                                         |
| Hôtel de la Marine                                      | Rochefort                                                  | Rue Pierre-Toufaire                                       | 45° 56′ 13″ nord, 0° 57′ 26″ ouest                  | « PA17000104 »                                      | Inscrit                                             | 2015                                                | Hôtel de la Marine                                                                        |
| Loge maçonnique l'Accord Parfait                        | Rochefort                                                  | 63 avenue La Fayette                                      | 45° 56′ 07″ nord, 0° 57′ 50″ ouest                  | « PA17000100 »                                      | Classé                                              | 2014                                                | Image manquante Téléverser                                                                |
| Magasin aux vivres de Rochefort                         | Rochefort                                                  | Quai aux Vivres                                           | 45° 56′ 33″ nord, 0° 57′ 26″ ouest                  | « PA17000078 »                                      | Inscrit                                             | 2007                                                | Magasin aux vivres de Rochefort                                                           |
| Maison de Pierre Loti                                   | Rochefort                                                  | 141 rue Pierre-Loti                                       | 45° 56′ 03″ nord, 0° 57′ 45″ ouest                  | « PA00104869 »                                      | Classé                                              | 1990                                                | Maison de Pierre Loti                                                                     |
| Pont transbordeur de Rochefort                          | Rochefort                                                  |                                                           | 45° 54′ 58″ nord, 0° 57′ 39″ ouest                  | « PA00104870 »                                      | Classé                                              | 1976                                                | Pont transbordeur de Rochefort                                                            |
| Remparts de Rochefort                                   | Rochefort                                                  |                                                           | à géolocaliser                                      | « PA00104871 »                                      | Inscrit                                             | 1930                                                | Remparts de Rochefort                                                                     |
| Théâtre municipal de Rochefort                          | Rochefort                                                  | 101, rue de la République                                 | 45° 56′ 16″ nord, 0° 57′ 39″ ouest                  | « PA00104872 »                                      | Inscrit                                             | 1969                                                | Théâtre municipal de Rochefort                                                            |
|                                                         | La Rochelle                                                | Voir Liste des monuments historiques de La Rochelle       | Voir Liste des monuments historiques de La Rochelle | Voir Liste des monuments historiques de La Rochelle | Voir Liste des monuments historiques de La Rochelle | Voir Liste des monuments historiques de La Rochelle | Voir Liste des monuments historiques de La Rochelle                                       |
| Église de l'Assomption de Romazières                    | Romazières                                                 |                                                           | 45° 59′ 27″ nord, 0° 10′ 28″ ouest                  | « PA00105151 »                                      | Inscrit                                             | 1935                                                | Église de l'Assomption de Romazières                                                      |
| Église Saint-Pierre de Romegoux                         | Romegoux                                                   |                                                           | 45° 52′ 20″ nord, 0° 48′ 18″ ouest                  | « PA00105152 »                                      | Inscrit                                             | 1931                                                | Église Saint-Pierre de Romegoux                                                           |
| Église Saint-Christophe de Rouffignac                   | Rouffignac                                                 |                                                           | 45° 20′ 09″ nord, 0° 27′ 01″ ouest                  | « PA00105153 »                                      | Inscrit                                             | 1925                                                | Église Saint-Christophe de Rouffignac                                                     |
| Église Notre-Dame de Royan                              | Royan                                                      | Place Notre-Dame                                          | 45° 37′ 25″ nord, 1° 01′ 58″ ouest                  | « PA00105154 »                                      | Classé                                              | 1988                                                | Église Notre-Dame de Royan                                                                |
| Église Saint-Pierre de Royan                            | Royan                                                      |                                                           | 45° 37′ 50″ nord, 1° 01′ 37″ ouest                  | « PA00105155 »                                      | Inscrit                                             | 1928                                                | Église Saint-Pierre de Royan                                                              |
| Villa Gracieux                                          | Royan                                                      | 22 avenue Émile Zola                                      | 45° 37′ 04″ nord, 1° 00′ 41″ ouest                  | « PA17000076 »                                      | Inscrit                                             | 2007                                                | Villa Gracieux                                                                            |
| Marché central de Royan                                 | Royan                                                      |                                                           | 45° 37′ 40″ nord, 1° 01′ 53″ ouest                  | « PA17000053 »                                      | Classé                                              | 2002                                                | Marché central de Royan                                                                   |
| Palais des congrès                                      | Royan                                                      |                                                           | 45° 37′ 12″ nord, 1° 01′ 59″ ouest                  | « PA17000090 »                                      | Inscrit                                             | 2011                                                | Palais des congrès                                                                        |
| Résidence Foncillon                                     | Royan                                                      | 27 rue Foncillon                                          | 45° 37′ 17″ nord, 1° 02′ 00″ ouest                  | « PA17000068 »                                      | Inscrit                                             | 2004                                                | Résidence Foncillon                                                                       |
| Temple protestant de Royan                              | Royan                                                      | Rue Aunis à l'angle de la rue Alsace-Lorraine             | 45° 37′ 30″ nord, 1° 01′ 54″ ouest                  | « PA17000052 »                                      | Inscrit                                             | 2002                                                | Temple protestant de Royan                                                                |
| Villa Aigue-Marine                                      | Royan                                                      | 100 Boulevard Garnier                                     | 45° 37′ 03″ nord, 1° 00′ 51″ ouest                  | « PA17000107 »                                      | Inscrit                                             | 2018                                                | Image manquante Téléverser                                                                |
| Villa Hélianthe                                         | Royan                                                      | 38 boulevard de la Grandière                              | 45° 37′ 25″ nord, 1° 01′ 23″ ouest                  | « PA17000046 »                                      | Inscrit                                             | 2002                                                | Villa Hélianthe                                                                           |
| Villa Ombre Blanche                                     | Royan                                                      | 70 boulevard Frédéric-Garnier                             | 45° 37′ 08″ nord, 1° 00′ 58″ ouest                  | « PA17000054 »                                      | Inscrit                                             | 2002                                                | Villa Ombre Blanche                                                                       |
| Villa Tanagra                                           | Royan                                                      | 34 avenue du Parc                                         | 45° 37′ 17″ nord, 1° 01′ 02″ ouest                  | « PA00105307 »                                      | Inscrit                                             | 1990                                                | Villa Tanagra                                                                             |
| Abbaye de Sablonceaux                                   | Sablonceaux                                                |                                                           | 45° 43′ 02″ nord, 0° 52′ 41″ ouest                  | « PA00105156 »                                      | Classé Inscrit                                      | 1907 1923 1989                                      | Abbaye de Sablonceaux                                                                     |
| Dolmen effondré appelé la Pierre Levée de Berthe-grille | Sablonceaux                                                | Bois-du-Pont                                              | 45° 42′ 04″ nord, 0° 54′ 19″ ouest                  | « PA00105157 »                                      | Classé                                              | 1937                                                | Dolmen effondré appelé la Pierre Levée de Berthe-grille                                   |
| Abbaye de Montierneuf                                   | Saint-Agnant                                               |                                                           | 45° 52′ 34″ nord, 0° 57′ 00″ ouest                  | « PA00105158 »                                      | Inscrit Classé Inscrit                              | 1941 1951 1989                                      | Abbaye de Montierneuf                                                                     |
| Église Saint-André de Saint-André-de-Lidon              | Saint-André-de-Lidon                                       |                                                           | 45° 36′ 03″ nord, 0° 44′ 48″ ouest                  | « PA00105159 »                                      | Classé                                              | 1943                                                | Église Saint-André de Saint-André-de-Lidon                                                |
| Abbaye de Fontdouce                                     | Saint-Bris-des-Bois                                        |                                                           | 45° 46′ 30″ nord, 0° 27′ 25″ ouest                  | « PA00105160 »                                      | Classé                                              | 1986                                                | Abbaye de Fontdouce                                                                       |
| Église Saint-Brice de Saint-Bris-des-Bois               | Saint-Bris-des-Bois                                        |                                                           | 45° 46′ 03″ nord, 0° 29′ 28″ ouest                  | « PA00105161 »                                      | Inscrit                                             | 1973                                                | Église Saint-Brice de Saint-Bris-des-Bois                                                 |
| Église Saint-Césaire de Saint-Césaire                   | Saint-Césaire                                              |                                                           | 45° 45′ 13″ nord, 0° 30′ 22″ ouest                  | « PA00105162 »                                      | Classé                                              | 1913                                                | Église Saint-Césaire de Saint-Césaire                                                     |
| Église Saint-Cyr de Saint-Ciers-Champagne               | Saint-Ciers-Champagne                                      |                                                           | 45° 26′ 35″ nord, 0° 17′ 56″ ouest                  | « PA00105163 »                                      | Inscrit                                             | 1935                                                | Église Saint-Cyr de Saint-Ciers-Champagne                                                 |
| Croix de chemin de Saint-Ciers-du-Taillon               | Saint-Ciers-du-Taillon                                     | R.D. 146                                                  | 45° 25′ 43″ nord, 0° 38′ 12″ ouest                  | « PA00105164 »                                      | Inscrit                                             | 1963                                                | Image manquante Téléverser                                                                |
| Église Saint-Cyriaque de Saint-Ciers-du-Taillon         | Saint-Ciers-du-Taillon                                     |                                                           | 45° 25′ 24″ nord, 0° 38′ 29″ ouest                  | « PA17000062 »                                      | Inscrit                                             | 2003                                                | Église Saint-Cyriaque de Saint-Ciers-du-Taillon                                           |
| Phare des Baleineaux                                    | Saint-Clément-des-Baleines                                 |                                                           | 46° 15′ 50″ nord, 1° 35′ 12″ ouest                  | « PA00105165 »                                      | Inscrit Classé                                      | 2011 2012                                           | Phare des Baleineaux                                                                      |
| Phare des Baleines                                      | Saint-Clément-des-Baleines                                 |                                                           | 46° 14′ 39″ nord, 1° 33′ 40″ ouest                  | « PA00105165 »                                      | Inscrit                                             | 2011 2012                                           | Phare des BaleinesListe des immeubles protégés au titre des monuments historiques en 2011 |
| Vieux Phare des Baleines                                | Saint-Clément-des-Baleines                                 |                                                           | 46° 14′ 41″ nord, 1° 33′ 43″ ouest                  | « PA00105165 »                                      | Classé                                              | 1904                                                | Vieux Phare des Baleines                                                                  |
| Église Saint-Denys de Saint-Denis-d'Oléron              | Saint-Denis-d'Oléron                                       |                                                           | 46° 01′ 56″ nord, 1° 22′ 40″ ouest                  | « PA00105167 »                                      | Classé                                              | 1896                                                | Église Saint-Denys de Saint-Denis-d'Oléron                                                |
| Phare de Chassiron                                      | Saint-Denis-d'Oléron                                       |                                                           | 46° 02′ 48″ nord, 1° 24′ 37″ ouest                  | « PA17000091 »                                      | Inscrit Classé                                      | 2011 2012                                           | Phare de Chassiron                                                                        |
| Croix de cimetière de Saint-Dizant-du-Bois              | Saint-Dizant-du-Bois                                       |                                                           | 45° 23′ 52″ nord, 0° 34′ 25″ ouest                  | « PA00105168 »                                      | Classé                                              | 1913                                                | Croix de cimetière de Saint-Dizant-du-Bois                                                |
| Église Saint-Dizant de Saint-Dizant-du-Bois             | Saint-Dizant-du-Bois                                       |                                                           | 45° 23′ 52″ nord, 0° 34′ 25″ ouest                  | « PA00105169 »                                      | Classé Inscrit                                      | 1910 1991                                           | Église Saint-Dizant de Saint-Dizant-du-Bois                                               |
| Château de Beaulon                                      | Saint-Dizant-du-Gua                                        |                                                           | 45° 26′ 03″ nord, 0° 42′ 17″ ouest                  | « PA00105170 »                                      | Inscrit                                             | 1987                                                | Château de Beaulon                                                                        |
| Église Saint-Eutrope de Sainte-Colombe                  | Sainte-Colombe                                             |                                                           | 45° 16′ 59″ nord, 0° 16′ 53″ ouest                  | « PA00105166 »                                      | Inscrit                                             | 1986                                                | Église Saint-Eutrope de Sainte-Colombe                                                    |
| Prieuré de Sainte-Gemme                                 | Sainte-Gemme                                               |                                                           | 45° 46′ 19″ nord, 0° 53′ 17″ ouest                  | « PA00105173 »                                      | Classé Inscrit Classé                               | 1862 2004 2005                                      | Prieuré de Sainte-Gemme                                                                   |
| Église Sainte-Lheurine de Sainte-Lheurine               | Sainte-Lheurine                                            |                                                           | 45° 31′ 52″ nord, 0° 21′ 54″ ouest                  | « PA00105198 »                                      | Classé                                              | 1913                                                | Église Sainte-Lheurine de Sainte-Lheurine                                                 |
| Église Notre-Dame-de-l'Assomption de Sainte-Marie-de-Ré | Sainte-Marie-de-Ré                                         | Place Eudes d'Aquitaine                                   | 46° 08′ 56″ nord, 1° 18′ 39″ ouest                  | « PA00105200 »                                      | Classé                                              | 1921                                                | Église Notre-Dame-de-l'Assomption de Sainte-Marie-de-Ré                                   |
| Dolmen du Bois de la Grosse Pierre                      | Sainte-Radegonde                                           |                                                           | 45° 51′ 23″ nord, 0° 51′ 17″ ouest                  | « PA00125680 »                                      | Inscrit                                             | 1993                                                | Dolmen du Bois de la Grosse Pierre                                                        |
| Église Notre-Dame de Sainte-Radegonde                   | Sainte-Radegonde                                           | Rue des Falaises                                          | 45° 50′ 45″ nord, 0° 52′ 25″ ouest                  | « PA17000005 »                                      | Inscrit                                             | 1996                                                | Église Notre-Dame de Sainte-Radegonde                                                     |
| Moulin à vent de Sainte-Ramée                           | Sainte-Ramée                                               | Au Moulin                                                 | 45° 25′ 30″ nord, 0° 40′ 06″ ouest                  | « PA00105309 »                                      | Inscrit                                             | 1989                                                | Image manquante Téléverser                                                                |
| Église Saint-Laurent de Sainte-Soulle                   | Sainte-Soulle                                              |                                                           | 46° 11′ 08″ nord, 1° 00′ 31″ ouest                  | « PA00105241 »                                      | Classé Inscrit                                      | 1990                                                | Église Saint-Laurent de Sainte-Soulle                                                     |
| Motte castrale de la Roche-Bertin                       | Sainte-Soulle                                              | Rue des Guillaudes                                        | 46° 11′ 24″ nord, 1° 01′ 33″ ouest                  | « PA00105310 »                                      | Inscrit                                             | 1989                                                | Image manquante Téléverser                                                                |
| Église Saint-Eugène de Saint-Eugène                     | Saint-Eugène                                               |                                                           | 45° 30′ 27″ nord, 0° 17′ 05″ ouest                  | « PA00105171 »                                      | Inscrit                                             | 1925                                                | Église Saint-Eugène de Saint-Eugène                                                       |
| Église Saint-Fortunat de Saint-Fort-sur-Gironde         | Saint-Fort-sur-Gironde                                     |                                                           | 45° 27′ 40″ nord, 0° 43′ 18″ ouest                  | « PA00105172 »                                      | Classé                                              | 1913                                                | Église Saint-Fortunat de Saint-Fort-sur-Gironde                                           |
| Château de Plassac                                      | Saint-Genis-de-Saintonge                                   |                                                           | 45° 28′ 16″ nord, 0° 33′ 50″ ouest                  | « PA17000063 »                                      | Inscrit Classé Inscrit                              | 2003 2008                                           | Château de Plassac                                                                        |
| Église Saint-Georges de Saint-Georges-des-Agoûts        | Saint-Georges-des-Agoûts                                   |                                                           | 45° 22′ 32″ nord, 0° 38′ 48″ ouest                  | « PA17000031 »                                      | Inscrit                                             | 2000                                                | Église Saint-Georges de Saint-Georges-des-Agoûts                                          |
| Église Saint-Orens d'Antignac                           | Saint-Georges-Antignac                                     |                                                           | 45° 29′ 36″ nord, 0° 30′ 12″ ouest                  | « PA17000030 »                                      | Inscrit                                             | 2000                                                | Église Saint-Orens d'Antignac                                                             |
| Château de Romefort                                     | Saint-Georges-des-Coteaux                                  |                                                           | 45° 46′ 37″ nord, 0° 40′ 55″ ouest                  | « PA00135585 »                                      | Inscrit Classé                                      | 1995 2002                                           | Château de Romefort                                                                       |
| Église Saint-Georges de Saint-Georges-des-Coteaux       | Saint-Georges-des-Coteaux                                  |                                                           | 45° 45′ 47″ nord, 0° 42′ 47″ ouest                  | « PA00105174 »                                      | Classé                                              | 1909                                                | Église Saint-Georges de Saint-Georges-des-Coteaux                                         |
| Phare de Vallières                                      | Saint-Georges-de-Didonne                                   |                                                           | 45° 35′ 54″ nord, 1° 00′ 29″ ouest                  | « PA17000092 »                                      | Inscrit Classé                                      | 2011 2012                                           | Phare de Vallières                                                                        |
| Écluses à poissons                                      | Saint-Georges-d'Oléron                                     | Les Sables-Vignier                                        | 45° 57′ 45″ nord, 1° 23′ 41″ ouest                  | « PA17000099 »                                      | Inscrit                                             | 2012                                                | Image manquante Téléverser                                                                |
| Église Saint-Georges de Saint-Georges-d'Oléron          | Saint-Georges-d'Oléron                                     |                                                           | 45° 58′ 45″ nord, 1° 19′ 53″ ouest                  | « PA00105175 »                                      | Classé                                              | 1931                                                | Église Saint-Georges de Saint-Georges-d'Oléron                                            |
| Maison Heureuse                                         | Saint-Georges-d'Oléron                                     | Boyardville Impasse avenue de la Plage                    | 45° 58′ 12″ nord, 1° 14′ 11″ ouest                  | « PA17000066 »                                      | Inscrit                                             | 2004                                                | Image manquante Téléverser                                                                |
| Villa Blockhaus                                         | Saint-Georges-d'Oléron                                     |                                                           | 45° 59′ 55″ nord, 1° 19′ 21″ ouest                  | « PA00105321 »                                      | Inscrit                                             | 1992                                                | Image manquante Téléverser                                                                |
| Église Saint-Germain de Saint-Germain-de-Vibrac         | Saint-Germain-de-Vibrac                                    |                                                           | 45° 25′ 32″ nord, 0° 19′ 24″ ouest                  | « PA17000032 »                                      | Inscrit                                             | 2000                                                | Église Saint-Germain de Saint-Germain-de-Vibrac                                           |
| Église Saint-Hilaire de Saint-Hilaire-de-Villefranche   | Saint-Hilaire-de-Villefranche                              |                                                           | 45° 51′ 03″ nord, 0° 31′ 49″ ouest                  | « PA00105176 »                                      | Inscrit                                             | 1955                                                | Église Saint-Hilaire de Saint-Hilaire-de-Villefranche                                     |
| Église Saint-Hilaire de Saint-Hilaire-du-Bois           | Saint-Hilaire-du-Bois                                      |                                                           | 45° 25′ 02″ nord, 0° 29′ 43″ ouest                  | « PA17000033 »                                      | Inscrit                                             | 2000                                                | Église Saint-Hilaire de Saint-Hilaire-du-Bois                                             |
| Église Saint-Hippolyte                                  | Saint-Hippolyte                                            |                                                           | 45° 55′ 07″ nord, 0° 53′ 20″ ouest                  | « PA00105177 »                                      | Classé                                              | 1995                                                | Église Saint-Hippolyte                                                                    |
| Abbaye Saint-Jean-Baptiste de Saint-Jean-d'Angély       | Saint-Jean-d'Angély                                        |                                                           | 45° 56′ 38″ nord, 0° 31′ 22″ ouest                  | « PA00105178 »                                      | Classé Inscrit                                      | 1985                                                | Abbaye Saint-Jean-Baptiste de Saint-Jean-d'Angély                                         |
| Fontaine du Pilori                                      | Saint-Jean-d'Angély                                        |                                                           | 45° 56′ 39″ nord, 0° 31′ 18″ ouest                  | « PA00105180 »                                      | Classé                                              | 1892                                                | Fontaine du Pilori                                                                        |
| Hôtel de l'Échevinage                                   | Saint-Jean-d'Angély                                        | Rue de l'Echevinage                                       | 45° 56′ 37″ nord, 0° 31′ 15″ ouest                  | « PA00105181 »                                      | Inscrit                                             | 1925                                                | Hôtel de l'Échevinage                                                                     |
| Hôtel de Hausen                                         | Saint-Jean-d'Angély                                        |                                                           | 45° 56′ 32″ nord, 0° 31′ 17″ ouest                  | « PA00105182 »                                      | Inscrit                                             | 1942                                                | Image manquante Téléverser                                                                |
| Maison                                                  | Saint-Jean-d'Angély                                        | 5, 7 rue Grosse-Horloge                                   | 45° 56′ 38″ nord, 0° 31′ 16″ ouest                  | « PA00105183 »                                      | Inscrit                                             | 1943                                                | Maison                                                                                    |
| Maison                                                  | Saint-Jean-d'Angély                                        | 22, 24 rue Grosse-Horloge                                 | 45° 56′ 38″ nord, 0° 31′ 16″ ouest                  | « PA00105184 »                                      | Inscrit                                             | 1943                                                | Maison                                                                                    |
| Hôtel de Larade                                         | Saint-Jean-d'Angély                                        | 2 rue Tour-Ronde                                          | 45° 56′ 39″ nord, 0° 31′ 06″ ouest                  | « PA00105185 »                                      | Inscrit                                             | 1949                                                | Hôtel de Larade                                                                           |
| Maison                                                  | Saint-Jean-d'Angély                                        | 6 rue de Verdun                                           | 45° 56′ 34″ nord, 0° 31′ 19″ ouest                  | « PA00105186 »                                      | Inscrit                                             | 1943                                                | Maison                                                                                    |
| Tour de l'Horloge de Saint-Jean-d'Angély                | Saint-Jean-d'Angély                                        |                                                           | 45° 56′ 36″ nord, 0° 31′ 13″ ouest                  | « PA00105187 »                                      | Classé                                              | 1892                                                | Tour de l'Horloge de Saint-Jean-d'Angély                                                  |
| Château de Saint-Jean-d'Angle                           | Saint-Jean-d'Angle                                         |                                                           | 45° 49′ 14″ nord, 0° 57′ 03″ ouest                  | « PA00105188 »                                      | Classé                                              | 1994                                                | Château de Saint-Jean-d'Angle                                                             |
| Église Saint-Jean-Baptiste de Saint-Jean-d'Angle        | Saint-Jean-d'Angle                                         | Rue de l'Église                                           | 45° 49′ 10″ nord, 0° 56′ 46″ ouest                  | « PA00105189 »                                      | Classé                                              | 1992                                                | Église Saint-Jean-Baptiste de Saint-Jean-d'Angle                                          |
| Halle                                                   | Saint-Jean-d'Angle                                         | Rue de l'Église Rue Maurice Ponte                         | 45° 49′ 11″ nord, 0° 56′ 48″ ouest                  | « PA17000093 »                                      | Inscrit                                             | 2011                                                | Halle                                                                                     |
| Église Saint-Julien de Saint-Julien-de-l'Escap          | Saint-Julien-de-l'Escap                                    |                                                           | 45° 56′ 02″ nord, 0° 29′ 27″ ouest                  | « PA00105190 »                                      | Inscrit                                             | 1949                                                | Église Saint-Julien de Saint-Julien-de-l'Escap                                            |
| Château de Feusse                                       | Saint-Just-Luzac                                           |                                                           | 45° 48′ 32″ nord, 1° 03′ 03″ ouest                  | « PA00105191 »                                      | Classé Inscrit                                      | 1984                                                | Image manquante Téléverser                                                                |
| Église Saint-Just de Saint-Just-Luzac                   | Saint-Just-Luzac                                           | Rue de la République                                      | 45° 48′ 08″ nord, 1° 02′ 19″ ouest                  | « PA00105192 »                                      | Classé                                              | 1910                                                | Église Saint-Just de Saint-Just-Luzac                                                     |
| Logis de Treuil Bois                                    | Saint-Just-Luzac                                           | 18 rue Garesche                                           | 45° 48′ 04″ nord, 1° 02′ 34″ ouest                  | « PA00105193 »                                      | Inscrit                                             | 1925                                                | Image manquante Téléverser                                                                |
| Maison Hervé                                            | Saint-Just-Luzac                                           | Place de l'Église                                         | 45° 48′ 08″ nord, 1° 02′ 21″ ouest                  | « PA00105194 »                                      | Inscrit                                             | 1925                                                | Maison Hervé                                                                              |
| Église Saint-Laurent de Saint-Laurent-de-la-Barrière    | Saint-Laurent-de-la-Barrière                               |                                                           | 46° 02′ 07″ nord, 0° 42′ 02″ ouest                  | « PA00105195 »                                      | Inscrit                                             | 1948                                                | Église Saint-Laurent de Saint-Laurent-de-la-Barrière                                      |
| Dolmens dits les Pierres Closes de Charas               | Saint-Laurent-de-la-Prée                                   |                                                           | 45° 59′ 26″ nord, 1° 00′ 00″ ouest                  | « PA00105196 »                                      | Classé                                              | 1889                                                | Dolmens dits les Pierres Closes de Charas                                                 |
| Église Saint-Léger de Saint-Léger                       | Saint-Léger                                                |                                                           | 45° 37′ 01″ nord, 0° 35′ 12″ ouest                  | « PA00105197 »                                      | Classé                                              | 1931                                                | Église Saint-Léger de Saint-Léger                                                         |
| Église Saint-Brice de Saint-Mandé-sur-Brédoire          | Saint-Mandé-sur-Brédoire                                   | Rue de l'Église                                           | 46° 01′ 27″ nord, 0° 18′ 10″ ouest                  | « PA00105199 »                                      | Classé                                              | 1913                                                | Église Saint-Brice de Saint-Mandé-sur-Brédoire                                            |
| Église Saint-Martial de Saint-Martial                   | Saint-Martial                                              |                                                           | 46° 02′ 52″ nord, 0° 27′ 50″ ouest                  | « PA00105201 »                                      | Inscrit                                             | 1948                                                | Église Saint-Martial de Saint-Martial                                                     |
| Église Saint-Martial de Saint-Martial-de-Mirambeau      | Saint-Martial-de-Mirambeau                                 |                                                           | 45° 22′ 55″ nord, 0° 35′ 38″ ouest                  | « PA17000064 »                                      | Inscrit                                             | 2003                                                | Église Saint-Martial de Saint-Martial-de-Mirambeau                                        |
| Église Saint-Martial de Saint-Martial-de-Vitaterne      | Saint-Martial-de-Vitaterne                                 |                                                           | 45° 27′ 41″ nord, 0° 25′ 54″ ouest                  | « PA17000034 »                                      | Inscrit                                             | 2000                                                | Église Saint-Martial de Saint-Martial-de-Vitaterne                                        |
| Église Saint-Martin de Saint-Martin-d'Ary               | Saint-Martin-d'Ary                                         |                                                           | 45° 13′ 37″ nord, 0° 12′ 51″ ouest                  | « PA00105202 »                                      | Inscrit                                             | 1925                                                | Église Saint-Martin de Saint-Martin-d'Ary                                                 |
| Église Saint-Martin de Saint-Martin-de-Coux             | Saint-Martin-de-Coux                                       |                                                           | 45° 08′ 42″ nord, 0° 06′ 30″ ouest                  | « PA00105203 »                                      | Classé                                              | 1911                                                | Église Saint-Martin de Saint-Martin-de-Coux                                               |
| Église Saint-Martin de Saint-Martin-de-Juillers         | Saint-Martin-de-Juillers                                   |                                                           | 45° 56′ 36″ nord, 0° 21′ 39″ ouest                  | « PA00105204 »                                      | Classé                                              | 1990                                                | Église Saint-Martin de Saint-Martin-de-Juillers                                           |
| Hôtel de Clerjotte (Ancienne abbaye)                    | Saint-Martin-de-Ré                                         | 13 avenue Victor Bouthillier                              | 46° 12′ 11″ nord, 1° 22′ 02″ ouest                  | « PA00105205 »                                      | Classé                                              | 1929                                                | Hôtel de Clerjotte (Ancienne abbaye)                                                      |
| Citadelle de Saint-Martin-de-Ré                         | Saint-Martin-de-Ré                                         |                                                           | 46° 12′ 18″ nord, 1° 21′ 32″ ouest                  | « PA00105206 »                                      | Classé                                              | 1984                                                | Citadelle de Saint-Martin-de-Ré                                                           |
| Demeure                                                 | Saint-Martin-de-Ré                                         | 19, 25 rue des Gabarets                                   | 46° 12′ 13″ nord, 1° 21′ 54″ ouest                  | « PA00105207 »                                      | Inscrit                                             | 1986                                                | Demeure                                                                                   |
| Église Saint-Martin de Saint-Martin-de-Ré               | Saint-Martin-de-Ré                                         |                                                           | 46° 12′ 11″ nord, 1° 22′ 05″ ouest                  | « PA00105208 »                                      | Classé Inscrit                                      | 1903 1997                                           | Église Saint-Martin de Saint-Martin-de-Ré                                                 |
| Hôpital Saint-Honoré                                    | Saint-Martin-de-Ré                                         | 53 rue de l'Hôpital                                       | 46° 12′ 05″ nord, 1° 22′ 00″ ouest                  | « PA17000015 »                                      | Inscrit Classé                                      | 1997 1999                                           | Hôpital Saint-Honoré                                                                      |
| Hôtel des Cadets                                        | Saint-Martin-de-Ré                                         | Place de la République                                    | 46° 12′ 08″ nord, 1° 22′ 07″ ouest                  | « PA00105209 »                                      | Inscrit                                             | 1965                                                | Hôtel des Cadets                                                                          |
| Logis de la Baronnie                                    | Saint-Martin-de-Ré                                         | 21 rue Baron-de-Chantal                                   | 46° 12′ 14″ nord, 1° 22′ 03″ ouest                  | « PA17000003 »                                      | Inscrit                                             | 1996                                                | Logis de la Baronnie                                                                      |
| Maison de la Vinatrie                                   | Saint-Martin-de-Ré                                         | 15 rue Mérindot                                           | 46° 12′ 11″ nord, 1° 22′ 11″ ouest                  | « PA17000055 »                                      | Inscrit                                             | 2002                                                | Maison de la Vinatrie                                                                     |
| Fontaine de Lupin                                       | Saint-Nazaire-sur-Charente                                 |                                                           | 45° 57′ 10″ nord, 1° 03′ 12″ ouest                  | « PA00135586 »                                      | Inscrit Classé                                      | 1995 1999                                           | Fontaine de Lupin                                                                         |
| Fort Lupin                                              | Saint-Nazaire-sur-Charente                                 |                                                           | 45° 57′ 27″ nord, 1° 01′ 58″ ouest                  | « PA00105210 »                                      | Classé                                              | 1950                                                | Fort Lupin                                                                                |
| Église Saint-Alban de Saint-Ouen                        | Saint-Ouen-la-Thène                                        |                                                           | 45° 52′ 17″ nord, 0° 09′ 46″ ouest                  | « PA00105211 »                                      | Inscrit                                             | 1931                                                | Église Saint-Alban de Saint-Ouen                                                          |
| Motte castrale du Breuil-Bertin                         | Saint-Ouen-d'Aunis                                         | Le Breuil                                                 | 46° 13′ 43″ nord, 1° 00′ 55″ ouest                  | « PA00105308 »                                      | Inscrit                                             | 1989                                                | Image manquante Téléverser                                                                |
| Phare de Terre-Nègre                                    | Saint-Palais-sur-Mer                                       | Rue du Brick                                              | 45° 38′ 43″ nord, 1° 06′ 27″ ouest                  | « PA17000094 »                                      | Inscrit                                             | 2011                                                | Phare de Terre-Nègre                                                                      |
| Vieille église de Saint-Palais-sur-Mer                  | Saint-Palais-sur-Mer                                       |                                                           | 45° 38′ 35″ nord, 1° 04′ 57″ ouest                  | « PA00105213 »                                      | Inscrit                                             | 1973                                                | Vieille église de Saint-Palais-sur-Mer                                                    |
| Église Saint-Palais de Saint-Palais-de-Négrignac        | Saint-Palais-de-Négrignac                                  |                                                           | 45° 16′ 00″ nord, 0° 13′ 31″ ouest                  | « PA17000035 »                                      | Inscrit                                             | 2000                                                | Église Saint-Palais de Saint-Palais-de-Négrignac                                          |
| Église Saint-Pallais de Saint-Palais-de-Phiolin         | Saint-Palais-de-Phiolin                                    |                                                           | 45° 31′ 01″ nord, 0° 35′ 54″ ouest                  | « PA00105212 »                                      | Classé                                              | 1913                                                | Église Saint-Pallais de Saint-Palais-de-Phiolin                                           |
| Château de Mornay                                       | Saint-Pierre-de-l'Isle                                     |                                                           | 46° 01′ 25″ nord, 0° 26′ 11″ ouest                  | « PA00105214 »                                      | Inscrit                                             | 1949                                                | Château de Mornay                                                                         |
| Église Saint-Pierre-ès-Liens de Saint-Pierre-de-l'Isle  | Saint-Pierre-de-l'Isle                                     |                                                           | 46° 01′ 50″ nord, 0° 25′ 56″ ouest                  | « PA17000004 »                                      | Inscrit                                             | 1996                                                | Église Saint-Pierre-ès-Liens de Saint-Pierre-de-l'Isle                                    |
| Château de Bonnemie                                     | Saint-Pierre-d'Oléron                                      |                                                           | 45° 56′ 38″ nord, 1° 18′ 58″ ouest                  | « PA00105215 »                                      | Inscrit                                             | 1981 1994                                           | Château de Bonnemie                                                                       |
| Église Saint-Pierre de Saint-Pierre-d'Oléron            | Saint-Pierre-d'Oléron                                      |                                                           | 45° 56′ 37″ nord, 1° 18′ 21″ ouest                  | « PA00105216 »                                      | Inscrit Inscrit                                     | 1988 2017                                           | Église Saint-Pierre de Saint-Pierre-d'Oléron                                              |
| Immeuble                                                | Saint-Pierre-d'Oléron                                      | 74 rue de la République                                   | 45° 56′ 38″ nord, 1° 18′ 20″ ouest                  | « PA00105217 »                                      | Inscrit                                             | 1969                                                | Image manquante Téléverser                                                                |
| Lanterne des morts de Saint-Pierre-d'Oléron             | Saint-Pierre-d'Oléron                                      |                                                           | 45° 56′ 43″ nord, 1° 18′ 20″ ouest                  | « PA00105218 »                                      | Classé                                              | 1886                                                | Lanterne des morts de Saint-Pierre-d'Oléron                                               |
| Maison des aïeules de Pierre Loti                       | Saint-Pierre-d'Oléron                                      | 19 rue Pierre-Loti                                        | 45° 56′ 38″ nord, 1° 18′ 14″ ouest                  | « PA17000074 »                                      | Inscrit                                             | 2006                                                | Maison des aïeules de Pierre Loti                                                         |
| Maison de Thomas                                        | Saint-Pierre-d'Oléron                                      |                                                           | à géolocaliser                                      | « PA00105219 »                                      | Inscrit                                             | 1928                                                | Image manquante Téléverser                                                                |
| Église Saint-Pierre de Saint-Pierre-du-Palais           | Saint-Pierre-du-Palais                                     |                                                           | 45° 10′ 00″ nord, 0° 09′ 27″ ouest                  | « PA00105220 »                                      | Inscrit                                             | 1949                                                | Église Saint-Pierre de Saint-Pierre-du-Palais                                             |
| Château de la Roche-Courbon                             | Saint-Porchaire                                            |                                                           | 45° 50′ 10″ nord, 0° 46′ 53″ ouest                  | « PA00105221 »                                      | Classé                                              | 1946                                                | Château de la Roche-Courbon                                                               |
| Église Saint-Porchaire de Saint-Porchaire               | Saint-Porchaire                                            |                                                           | 45° 49′ 17″ nord, 0° 47′ 05″ ouest                  | « PA00105222 »                                      | Classé                                              | 1933                                                | Église Saint-Porchaire de Saint-Porchaire                                                 |
| Église Saint-Quentin de Saint-Quantin-de-Rançanne       | Saint-Quantin-de-Rançanne                                  |                                                           | 45° 31′ 59″ nord, 0° 35′ 41″ ouest                  | « PA00105223 »                                      | Inscrit                                             | 1925                                                | Église Saint-Quentin de Saint-Quantin-de-Rançanne                                         |
| Église Saint-Rogatien Saint-Donatien de Saint-Rogatien  | Saint-Rogatien                                             | rue de l'église                                           | 46° 09′ 05″ nord, 1° 04′ 24″ ouest                  | « PA00105224 »                                      | Inscrit                                             | 1925                                                | Église Saint-Rogatien Saint-Donatien de Saint-Rogatien                                    |
| Camp de César                                           | Saint-Romain-de-Benet                                      |                                                           | 45° 41′ 02″ nord, 0° 53′ 16″ ouest                  | « PA00105225 »                                      | Classé                                              | 1886                                                | Camp de César                                                                             |
| Église Saint-Romain de Saint-Romain-de-Benet            | Saint-Romain-de-Benet                                      | Rue du Maréchal Leclerc                                   | 45° 41′ 29″ nord, 0° 50′ 54″ ouest                  | « PA00105226 »                                      | Classé                                              | 1921                                                | Église Saint-Romain de Saint-Romain-de-Benet                                              |
| Tour de Pirelonge                                       | Saint-Romain-de-Benet                                      |                                                           | 45° 40′ 28″ nord, 0° 51′ 12″ ouest                  | « PA00105227 »                                      | Classé                                              | 1840                                                | Tour de Pirelonge                                                                         |
| Église Saint-Saturnin de Saint-Saturnin-du-Bois         | Saint-Saturnin-du-Bois                                     |                                                           | 46° 08′ 11″ nord, 0° 39′ 58″ ouest                  | « PA00105228 »                                      | Inscrit                                             | 1986                                                | Église Saint-Saturnin de Saint-Saturnin-du-Bois                                           |
| Église Saint-Sylvain de Saint-Sauvant                   | Saint-Sauvant                                              | Rue de la Raison                                          | 45° 44′ 23″ nord, 0° 30′ 15″ ouest                  | « PA00105229 »                                      | Classé                                              | 1914                                                | Église Saint-Sylvain de Saint-Sauvant                                                     |
| Tour de Saint-Sauvant                                   | Saint-Sauvant                                              |                                                           | 45° 44′ 22″ nord, 0° 30′ 18″ ouest                  | « PA00105230 »                                      | Classé                                              | 1914                                                | Tour de Saint-Sauvant                                                                     |
| Église Saint-Sauveur de Saint-Sauveur-d'Aunis           | Saint-Sauveur-d'Aunis                                      |                                                           | 46° 13′ 04″ nord, 0° 53′ 09″ ouest                  | « PA00105231 »                                      | Inscrit                                             | 1925                                                | Église Saint-Sauveur de Saint-Sauveur-d'Aunis                                             |
| Abbatiale de Saint-Savinien                             | Saint-Savinien                                             | Avenue de la Gare                                         | 45° 52′ 37″ nord, 0° 40′ 43″ ouest                  | « PA00105233 »                                      | Inscrit                                             | 1925                                                | Abbatiale de Saint-Savinien                                                               |
| Château de Berneray                                     | Saint-Savinien                                             |                                                           | 45° 54′ 16″ nord, 0° 41′ 48″ ouest                  | « PA00105232 »                                      | Inscrit                                             | 1948                                                | Château de Berneray                                                                       |
| Église Saint-Savinien de Saint-Savinien                 | Saint-Savinien                                             | Rue de l'Église                                           | 45° 52′ 53″ nord, 0° 40′ 58″ ouest                  | « PA00105234 »                                      | Classé Inscrit                                      | 1910 2014                                           | Église Saint-Savinien de Saint-Savinien                                                   |
| Camp romain de Saint-Séverin-sur-Boutonne               | Saint-Séverin-sur-Boutonne                                 | Le Châtelier                                              | 46° 04′ 42″ nord, 0° 24′ 41″ ouest                  | « PA00105235 »                                      | Inscrit                                             | 1945                                                | Image manquante Téléverser                                                                |
| Abbaye de La Tenaille                                   | Saint-Sigismond-de-Clermont                                |                                                           | 45° 26′ 27″ nord, 0° 33′ 14″ ouest                  | « PA00105236 »                                      | Classé Inscrit                                      | 1958 2019                                           | Abbaye de La Tenaille                                                                     |
| Église Saint-Simon de Saint-Simon-de-Bordes             | Saint-Simon-de-Bordes                                      | Place de l'Église                                         | 45° 23′ 44″ nord, 0° 27′ 17″ ouest                  | « PA17000036 »                                      | Inscrit                                             | 2000                                                | Église Saint-Simon de Saint-Simon-de-Bordes                                               |
| Église Saint-Laurent de Saint-Simon-de-Pellouaille      | Saint-Simon-de-Pellouaille                                 |                                                           | 45° 36′ 46″ nord, 0° 41′ 49″ ouest                  | « PA00105237 »                                      | Classé                                              | 1923                                                | Église Saint-Laurent de Saint-Simon-de-Pellouaille                                        |
| Domaine de la Mauvinière                                | Saint-Sornin                                               |                                                           | 45° 46′ 31″ nord, 0° 57′ 44″ ouest                  | « PA00105238 »                                      | Inscrit                                             | 1988                                                | Domaine de la Mauvinière                                                                  |
| Église Saint-Saturnin de Saint-Sornin                   | Saint-Sornin                                               |                                                           | 45° 46′ 06″ nord, 0° 58′ 40″ ouest                  | « PA00105239 »                                      | Classé                                              | 1923                                                | Église Saint-Saturnin de Saint-Sornin                                                     |
| Tour de Broue                                           | Saint-Sornin                                               |                                                           | 45° 47′ 15″ nord, 0° 58′ 33″ ouest                  | « PA00105240 »                                      | Inscrit                                             | 1925                                                | Tour de Broue                                                                             |
| Église Saint-Sulpice de Saint-Sulpice-d'Arnoult         | Saint-Sulpice-d'Arnoult                                    |                                                           | 45° 48′ 18″ nord, 0° 50′ 52″ ouest                  | « PA00105243 »                                      | Classé                                              | 1924                                                | Église Saint-Sulpice de Saint-Sulpice-d'Arnoult                                           |
| Tour de l'Isleau                                        | Saint-Sulpice-d'Arnoult                                    |                                                           | 45° 47′ 09″ nord, 0° 50′ 09″ ouest                  | « PA00105242 »                                      | Inscrit                                             | 1925                                                | Tour de l'Isleau                                                                          |
| Église Saint-Sulpice de Saint-Sulpice-de-Royan          | Saint-Sulpice-de-Royan                                     | Route de Saint-Palais                                     | 45° 40′ 20″ nord, 1° 00′ 55″ ouest                  | « PA00105244 »                                      | Classé                                              | 1913                                                | Église Saint-Sulpice de Saint-Sulpice-de-Royan                                            |
| Temple protestant de Saint-Sulpice-de-Royan             | Saint-Sulpice-de-Royan                                     | Route de Rochefort                                        | 45° 40′ 27″ nord, 1° 00′ 37″ ouest                  | « PA17000018 »                                      | Inscrit                                             | 1998                                                | Temple protestant de Saint-Sulpice-de-Royan                                               |
| Église Saint-Thomas de Saint-Thomas-de-Conac            | Saint-Thomas-de-Conac                                      |                                                           | 45° 23′ 19″ nord, 0° 41′ 12″ ouest                  | « PA17000037 »                                      | Inscrit                                             | 2002                                                | Église Saint-Thomas de Saint-Thomas-de-Conac                                              |
| Moulin à vent de la Croix                               | Saint-Thomas-de-Conac                                      | Moulin-de-la-Croix                                        | 45° 23′ 22″ nord, 0° 41′ 38″ ouest                  | « PA17000006 »                                      | Inscrit                                             | 1996                                                | Moulin à vent de la Croix                                                                 |
| Château de la Sauzaie                                   | Saint-Xandre                                               | 4 rue du Château                                          | 46° 12′ 50″ nord, 1° 04′ 27″ ouest                  | « PA17000016 »                                      | Inscrit                                             | 1997                                                | Image manquante Téléverser                                                                |
|                                                         | Saintes                                                    | Voir Liste des monuments historiques de Saintes           | Voir Liste des monuments historiques de Saintes     | Voir Liste des monuments historiques de Saintes     | Voir Liste des monuments historiques de Saintes     | Voir Liste des monuments historiques de Saintes     | Voir Liste des monuments historiques de Saintes                                           |
| Château de la Garde                                     | Salignac-sur-Charente                                      |                                                           | 45° 40′ 11″ nord, 0° 25′ 13″ ouest                  | « PA00105267 »                                      | Inscrit                                             | 1987                                                | Château de la Garde                                                                       |
| Église Saint-Pierre de Salignac-de-Mirambeau            | Salignac-de-Mirambeau                                      |                                                           | 45° 20′ 41″ nord, 0° 28′ 55″ ouest                  | « PA00105266 »                                      | Classé                                              | 1970                                                | Église Saint-Pierre de Salignac-de-Mirambeau                                              |
| Château de Cramahé                                      | Salles-sur-Mer                                             |                                                           | 46° 06′ 33″ nord, 1° 04′ 02″ ouest                  | « PA00105268 »                                      | Inscrit                                             | 1925                                                | Image manquante Téléverser                                                                |
| Château de l'Herbaudière                                | Salles-sur-Mer                                             |                                                           | 46° 05′ 59″ nord, 1° 03′ 22″ ouest                  | « PA00105269 »                                      | Inscrit                                             | 1973                                                | Image manquante Téléverser                                                                |
| Église Notre-Dame de Seigné                             | Seigné                                                     |                                                           | 45° 57′ 07″ nord, 0° 12′ 42″ ouest                  | « PA00105270 »                                      | Classé                                              | 1969                                                | Église Notre-Dame de Seigné                                                               |
| Église Saint-Pierre de Semoussac                        | Semoussac                                                  |                                                           | 45° 23′ 12″ nord, 0° 37′ 26″ ouest                  | « PA17000038 »                                      | Inscrit                                             | 2000                                                | Église Saint-Pierre de Semoussac                                                          |
| Église Notre-Dame-de-l'Assomption du Seure              | Le Seure                                                   |                                                           | 45° 47′ 24″ nord, 0° 21′ 58″ ouest                  | « PA00105271 »                                      | Classé                                              | 1910                                                | Église Notre-Dame-de-l'Assomption du Seure                                                |
| Dolmens de Soubise                                      | Soubise                                                    | École de formation des sous-officiers de l'armée de l'air | 45° 53′ 41″ nord, 0° 59′ 18″ ouest                  | « PA00105272 »                                      | Classé                                              | 1938                                                | Image manquante Téléverser                                                                |
| Église Saint-Pierre de Soubise                          | Soubise                                                    | Place de Verdun                                           | 45° 55′ 36″ nord, 1° 00′ 28″ ouest                  | « PA17000082 »                                      | Inscrit                                             | 2009                                                | Église Saint-Pierre de Soubise                                                            |
| Fontaine de la Rouillasse                               | Soubise                                                    |                                                           | 45° 54′ 36″ nord, 1° 01′ 32″ ouest                  | « PA17000007 »                                      | Inscrit                                             | 1996                                                | Fontaine de la Rouillasse                                                                 |
| Hôtel des Rohan                                         | Soubise                                                    |                                                           | 45° 55′ 35″ nord, 1° 00′ 31″ ouest                  | « PA00105273 »                                      | Inscrit                                             | 1928                                                | Hôtel des Rohan                                                                           |
| Château de Ransanne                                     | Soulignonne                                                |                                                           | 45° 46′ 47″ nord, 0° 48′ 02″ ouest                  | « PA00105315 »                                      | Inscrit                                             | 1991                                                | Image manquante Téléverser                                                                |
| Aumônerie Saint-Gilles                                  | Surgères                                                   |                                                           | 46° 06′ 10″ nord, 0° 44′ 40″ ouest                  | « PA17000067 »                                      | Inscrit                                             | 2004                                                | Aumônerie Saint-Gilles                                                                    |
| Château de Surgères                                     | Surgères                                                   |                                                           | 46° 06′ 18″ nord, 0° 45′ 05″ ouest                  | « PA00105274 »                                      | Inscrit                                             | 1925                                                | Château de Surgères                                                                       |
| Église Notre-Dame de Surgères                           | Surgères                                                   |                                                           | 46° 06′ 19″ nord, 0° 45′ 01″ ouest                  | « PA00105275 »                                      | Classé                                              | 1862                                                | Église Notre-Dame de Surgères                                                             |
| Église Saint-Martin de Taillant                         | Taillant                                                   |                                                           | 45° 54′ 01″ nord, 0° 37′ 15″ ouest                  | « PA00105276 »                                      | Inscrit                                             | 1949                                                | Église Saint-Martin de Taillant                                                           |
| Château de Taillebourg                                  | Taillebourg                                                |                                                           | 45° 50′ 06″ nord, 0° 38′ 49″ ouest                  | « PA00105277 »                                      | Inscrit Classé                                      | 1991 1995                                           | Château de Taillebourg                                                                    |
| Cimetière de Talmont-sur-Gironde                        | Talmont-sur-Gironde                                        |                                                           | 45° 32′ 05″ nord, 0° 54′ 33″ ouest                  | « PA00105278 »                                      | Classé                                              | 1934                                                | Cimetière de Talmont-sur-Gironde                                                          |
| Église Sainte-Radegonde de Talmont-sur-Gironde          | Talmont-sur-Gironde                                        |                                                           | 45° 32′ 04″ nord, 0° 54′ 33″ ouest                  | « PA00105279 »                                      | Classé                                              | 1890                                                | Église Sainte-Radegonde de Talmont-sur-Gironde                                            |
| Église Saint-Saturnin de Tanzac                         | Tanzac                                                     |                                                           | 45° 33′ 54″ nord, 0° 37′ 40″ ouest                  | « PA00105280 »                                      | Classé                                              | 1958                                                | Église Saint-Saturnin de Tanzac                                                           |
| Église Saint-Grégoire de Tesson                         | Tesson                                                     |                                                           | 45° 37′ 57″ nord, 0° 39′ 11″ ouest                  | « PA00105281 »                                      | Classé                                              | 1910                                                | Église Saint-Grégoire de Tesson                                                           |
| Église Saint-Pierre de Thaims                           | Thaims                                                     |                                                           | 45° 37′ 22″ nord, 0° 47′ 06″ ouest                  | « PA00105282 »                                      | Classé                                              | 1916                                                | Église Saint-Pierre de Thaims                                                             |
| Église Notre-Dame-de-l'Assomption de Thairé             | Thairé                                                     |                                                           | 46° 04′ 25″ nord, 1° 00′ 11″ ouest                  | « PA00105283 »                                      | Inscrit                                             | 1925                                                | Église Notre-Dame-de-l'Assomption de Thairé                                               |
| Ruines romaines de Thénac                               | Thénac                                                     | Les Arènes                                                | 45° 41′ 52″ nord, 0° 37′ 31″ ouest                  | « PA00105284 »                                      | Classé                                              | 1912                                                | Ruines romaines de Thénac                                                                 |
| Théâtre gallo-romain de Thénac                          | Thénac                                                     | Les Arènes                                                | 45° 41′ 53″ nord, 0° 37′ 30″ ouest                  | « PA00105311 »                                      | Classé                                              | 1990                                                | Théâtre gallo-romain de Thénac                                                            |
| Église Notre-Dame de Thézac                             | Thézac                                                     |                                                           | 45° 40′ 18″ nord, 0° 47′ 26″ ouest                  | « PA00105285 »                                      | Classé                                              | 1903                                                | Église Notre-Dame de Thézac                                                               |
| Porte de ville de Tonnay-Boutonne                       | Tonnay-Boutonne                                            |                                                           | 45° 58′ 06″ nord, 0° 42′ 26″ ouest                  | « PA00105286 »                                      | Inscrit                                             | 1928                                                | Porte de ville de Tonnay-Boutonne                                                         |
| Pont suspendu de Tonnay-Charente                        | Tonnay-Charente                                            |                                                           | 45° 56′ 25″ nord, 0° 53′ 10″ ouest                  | « PA00105287 »                                      | Classé Inscrit                                      | 1988                                                | Pont suspendu de Tonnay-Charente                                                          |
| Batterie Muschel                                        | La Tremblade                                               | Canton du Pavillon Est                                    | 45° 43′ 21″ nord, 1° 12′ 56″ ouest                  | « PA17000056 »                                      | Inscrit                                             | 2002                                                | Batterie Muschel                                                                          |
| Phare de la Coubre                                      | La Tremblade                                               |                                                           | 45° 41′ 47″ nord, 1° 14′ 00″ ouest                  | « PA17000095 »                                      | Inscrit                                             | 2011                                                | Phare de la Coubre                                                                        |
| Abbaye de Trizay                                        | Trizay                                                     |                                                           | 45° 52′ 53″ nord, 0° 54′ 50″ ouest                  | « PA00105288 »                                      | Classé                                              | 1920                                                | Abbaye de Trizay                                                                          |
| Église Notre-Dame de Monthérault                        | Trizay                                                     |                                                           | 45° 54′ 09″ nord, 0° 55′ 12″ ouest                  | « PA17000008 »                                      | Inscrit                                             | 1996                                                | Église Notre-Dame de Monthérault                                                          |
| Église de l'Assomption de Tugéras-Saint-Maurice         | Tugéras-Saint-Maurice                                      |                                                           | 45° 21′ 35″ nord, 0° 24′ 30″ ouest                  | « PA00105289 »                                      | Inscrit                                             | 1935                                                | Église de l'Assomption de Tugéras-Saint-Maurice                                           |
| Église Saint-Vivien de La Vallée                        | La Vallée                                                  |                                                           | 45° 53′ 25″ nord, 0° 50′ 24″ ouest                  | « PA00105291 »                                      | Inscrit                                             | 1926                                                | Église Saint-Vivien de La Vallée                                                          |
| Ensemble mégalithique de la Pierre Levée                | La Vallée                                                  | La Pierre Levée                                           | 45° 53′ 18″ nord, 0° 50′ 47″ ouest                  | « PA00105290 »                                      | Classé                                              | 1938                                                | Ensemble mégalithique de la Pierre Levée                                                  |
| Église Saint-Vivien de Vandré                           | Vandré                                                     |                                                           | 46° 03′ 16″ nord, 0° 45′ 52″ ouest                  | « PA00105292 »                                      | Classé                                              | 1911                                                | Église Saint-Vivien de Vandré                                                             |
| Église Saint-Germain de Varaize                         | Varaize                                                    |                                                           | 45° 55′ 23″ nord, 0° 25′ 29″ ouest                  | « PA00105293 »                                      | Classé                                              | 1908                                                | Église Saint-Germain de Varaize                                                           |
| Église Sainte-Madeleine de Varzay                       | Varzay                                                     |                                                           | 45° 42′ 20″ nord, 0° 44′ 06″ ouest                  | « PA17000009 »                                      | Inscrit                                             | 1996                                                | Église Sainte-Madeleine de Varzay                                                         |
| Gare de Varzay                                          | Varzay                                                     | 33, 31 rue de l'Horloge                                   | 45° 41′ 59″ nord, 0° 44′ 34″ ouest                  | « PA17000057 »                                      | Inscrit                                             | 2002                                                | Image manquante Téléverser                                                                |
| Abbatiale Saint-Étienne de Vaux-sur-Mer                 | Vaux-sur-Mer                                               |                                                           | 45° 38′ 44″ nord, 1° 03′ 45″ ouest                  | « PA00105295 »                                      | Classé                                              | 1913                                                | Abbatiale Saint-Étienne de Vaux-sur-Mer                                                   |
| Cimetière de Vaux-sur-Mer                               | Vaux-sur-Mer                                               |                                                           | 45° 38′ 44″ nord, 1° 03′ 45″ ouest                  | « PA00105294 »                                      | Classé                                              | 1936                                                | Cimetière de Vaux-sur-Mer                                                                 |
| Aqueduc gallo-romain de Saintes                         | Vénérand également sur Le Douhet, Fontcouverte et Saintes. |                                                           | à géolocaliser                                      | « PA00105313 »                                      | Classé                                              | 2014                                                | Aqueduc gallo-romain de Saintes                                                           |
| Église Saint-Vivien de Vergeroux                        | Vergeroux                                                  |                                                           | 45° 57′ 33″ nord, 0° 59′ 04″ ouest                  | « PA00105296 »                                      | Inscrit                                             | 1935                                                | Église Saint-Vivien de Vergeroux                                                          |
| Poudrière de Vergeroux                                  | Vergeroux                                                  |                                                           | 45° 57′ 46″ nord, 0° 59′ 00″ ouest                  | « PA17000106 »                                      | Inscrit                                             | 2015                                                | Image manquante Téléverser                                                                |
| Château de Vervant                                      | Vervant                                                    |                                                           | 45° 58′ 35″ nord, 0° 27′ 13″ ouest                  | « PA00105297 »                                      | Inscrit                                             | 1949                                                | Château de Vervant                                                                        |
| Église Saint-Victurnien de Villars-les-Bois             | Villars-les-Bois                                           |                                                           | 45° 47′ 56″ nord, 0° 26′ 06″ ouest                  | « PA00105298 »                                      | Classé                                              | 1912 1950                                           | Église Saint-Victurnien de Villars-les-Bois                                               |
| Église Saint-Pallais de Villars-en-Pons                 | Villars-en-Pons                                            |                                                           | 45° 36′ 16″ nord, 0° 37′ 16″ ouest                  | « PA00105299 »                                      | Classé                                              | 1984                                                | Église Saint-Pallais de Villars-en-Pons                                                   |
| Château de Villeneuve-la-Comtesse                       | Villeneuve-la-Comtesse                                     |                                                           | 46° 05′ 23″ nord, 0° 30′ 09″ ouest                  | « PA00105300 »                                      | Inscrit                                             | 1949                                                | Château de Villeneuve-la-Comtesse                                                         |
| Église de l'Assomption de Villeneuve-la-Comtesse        | Villeneuve-la-Comtesse                                     |                                                           | 46° 05′ 56″ nord, 0° 30′ 27″ ouest                  | « PA00105301 »                                      | Inscrit                                             | 1959                                                | Église de l'Assomption de Villeneuve-la-Comtesse                                          |
| Château de la Faye                                      | Villexavier                                                |                                                           | 45° 22′ 35″ nord, 0° 26′ 02″ ouest                  | « PA17000084 »                                      | Inscrit                                             | 2010                                                | Château de la Faye                                                                        |
| Église Saint-Christophe de Villexavier                  | Villexavier                                                |                                                           | 45° 22′ 20″ nord, 0° 26′ 18″ ouest                  | « PA17000065 »                                      | Inscrit                                             | 2003                                                | Église Saint-Christophe de Villexavier                                                    |
| Église Saint-Hilaire de Villiers-Couture                | Villiers-Couture                                           |                                                           | 45° 58′ 57″ nord, 0° 09′ 05″ ouest                  | « PA00105302 »                                      | Inscrit                                             | 1969                                                | Église Saint-Hilaire de Villiers-Couture                                                  |
| Église Notre-Dame-de-l'Assomption de Vouhé              | Vouhé                                                      |                                                           | 46° 08′ 51″ nord, 0° 48′ 05″ ouest                  | « PA00105303 »                                      | Inscrit                                             | 1928                                                | Église Notre-Dame-de-l'Assomption de Vouhé                                                |

## Anciens monuments historiques
| Monument      | Commune             | Adresse                  | Coordonnées                        | Notice         | Protection             | Date      | Illustration  |
| ------------- | ------------------- | ------------------------ | ---------------------------------- | -------------- | ---------------------- | --------- | ------------- |
| Cinéma l'Eden | Saint-Jean-d'Angély | 45 boulevard Joseph-Lair | 45° 56′ 47″ nord, 0° 31′ 25″ ouest | « PA00105179 » | Inscription Abrogation | 1984 2015 | Cinéma l'Eden |